# دجی الریه
دجی الریه (انگلیسی: Deji Elerewe؛ زادهٔ ۱۴ سپتامبر ۲۰۰۳) بازیکن فوتبال اهل بریتانیا است.